# Antírrio
Antirrio (en grec modern Αντίρριο), també Antírrion, Antírhion, Antirion o Antirrhion (antiga grafia, del grec antic Ἀντίῤῥιον), en llatí : Antirrhium), és una ciutat de Grècia, situada al golf de Corint, prop de Naupacte. A la vora seu es troba el pont Rio-Antírrio.